# 鳳鶴駅
鳳鶴駅（ポンハクえき）は朝鮮民主主義人民共和国平安南道平城市に位置する朝鮮民主主義人民共和国鉄道省平羅線の駅である。

## 歴史
- 1928年10月15日：開業[1]。

## 隣の駅
朝鮮民主主義人民共和国鉄道省
平羅線
平城駅 - 鳳鶴駅 - 慈山駅